# Арикара (этнос)

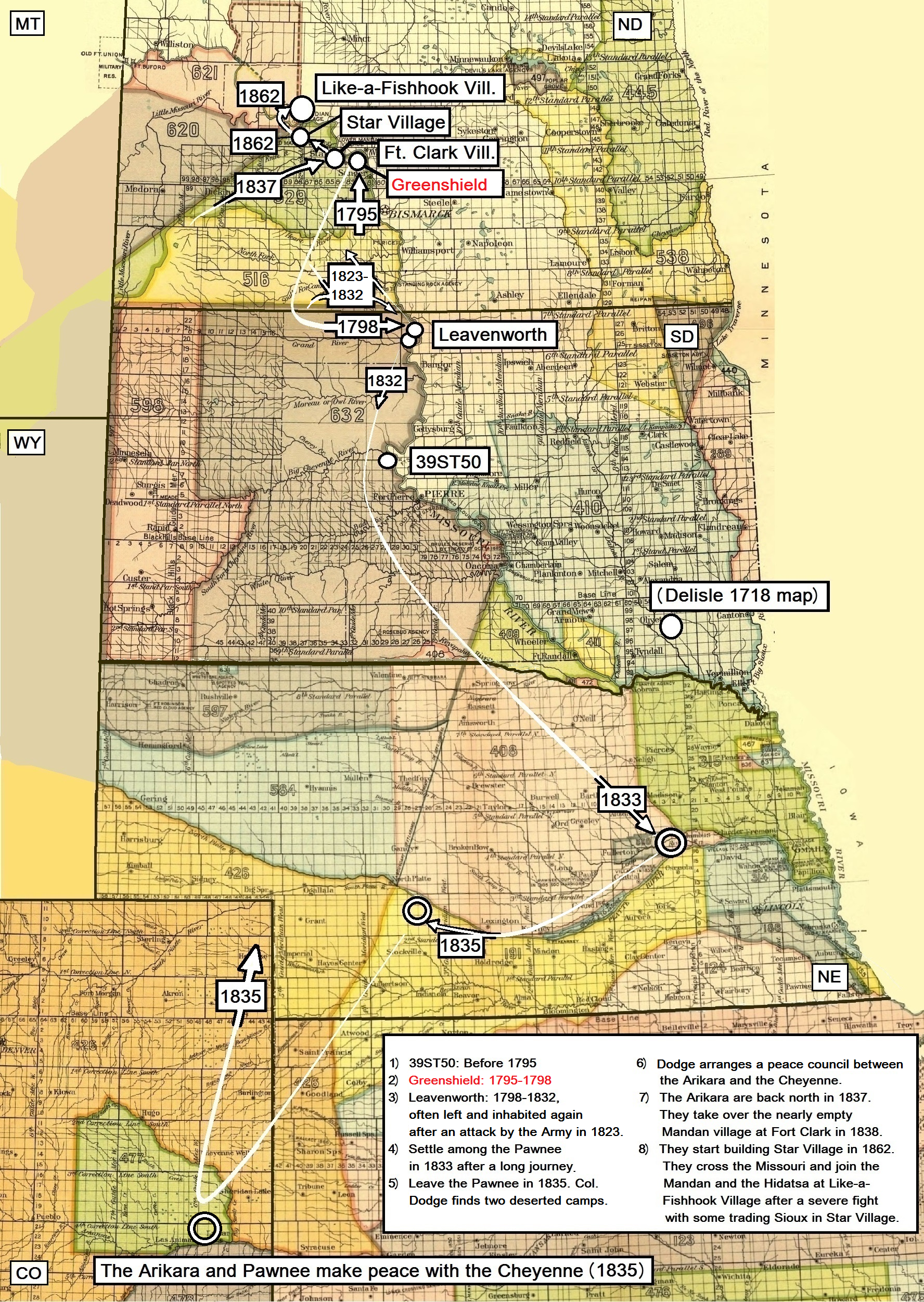
Перемещение племени с 1795 по 1862 год.

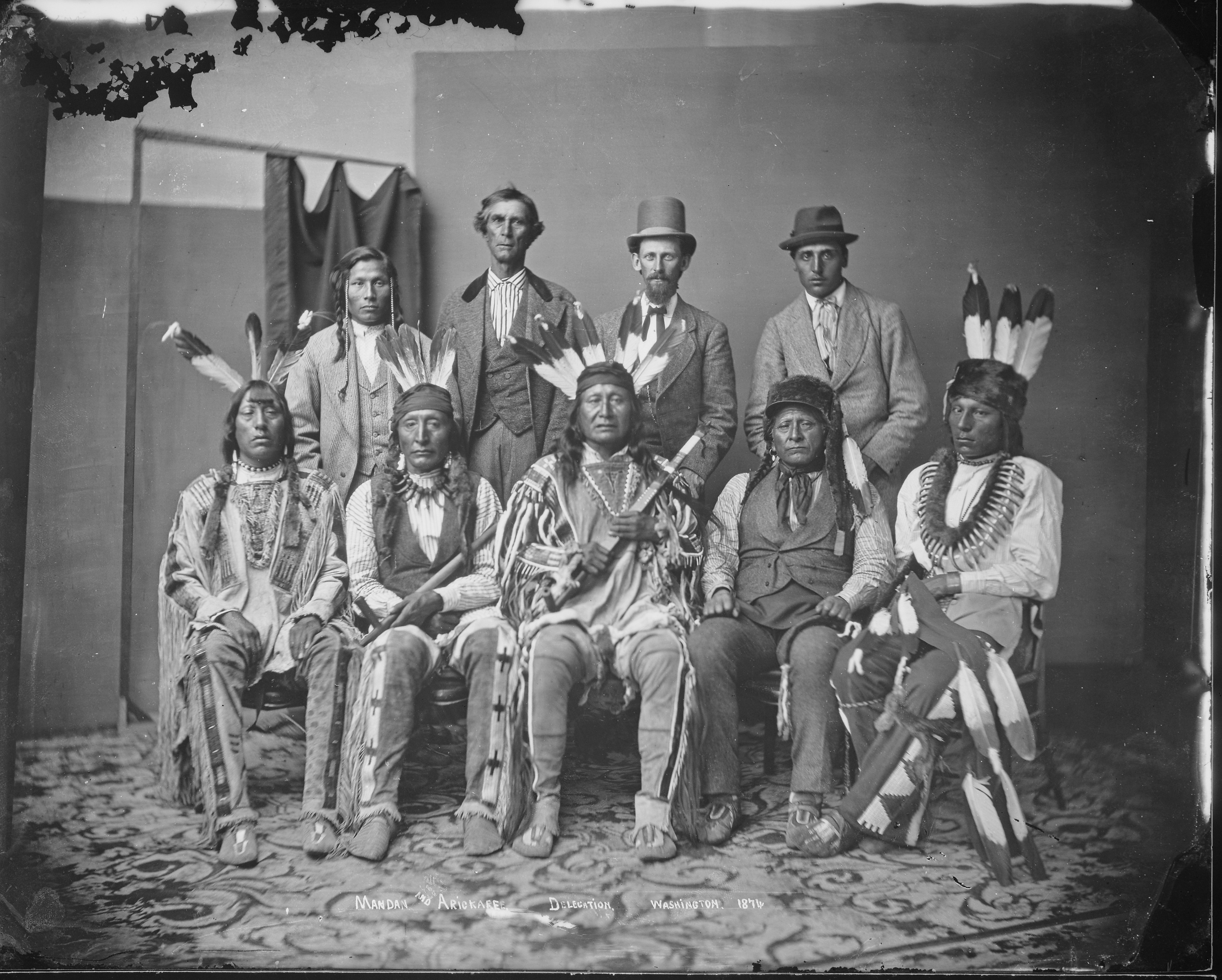
Делегация манданов и арикара.

Арика́ра, Ри, Arikara (также: Sahnish, Arikaree, Ree) — группа близкородственных индейских племён, говорящих на языке арикара кэддоанской семьи.
Являются коренными жителями Северной Америки. Живут в данный период в Северной Дакоте.

## Название
Считается, что название племени «Арикара» происходит от слова «рога». Связано с древним обычаем арикара, носивших две кости в волосах

## Язык
Язык арикара похож на язык пауни, однако взаимопонимание между ними отсутствует. К началу XXI века на нём говорило 5 стариков, живших в резервации Форт-Бертольд в Северной Дакоте. При этом, одна из последних говорящих, к тому же имевшая право преподавать этот язык — Мод Старр — умерла 20 января 2010 года.

## История

### Ранняя история
Языки племён арикара и пауни близки, но имеют ряд сильных различий. На их основе предполагается, что племена разделились в XV веке. В Южной Дакоте найдены остатки укреплённой деревни — остатки 44 домов. Первое посещение этой деревни европейцами произошло в 1743 году. Это были двое сыновей французского торговца и исследователя Пьера Готье. Рядом с деревней расположен современный город Пирр — Южная Дакота.
В последней четверти 17-го века на арикара напали племена Омаха и Понка. В этот период данные племена мигрировали в Небраску. Но война была недолгой и не излишне жестокой, в итоге племена поселились рядом и установился мир и культурный обмен. Арикара научили людей из племени Омаха строить Земляные домики или индейские землянки.

### История до 1850-х годов
В конце XVIII века племя арикара понесло большой урон от эпидемии оспы, численность уменьшилась с 30 000 до 6000 человек. Социальная структура была нарушена. Так в 1780—1782 годах оспа сократила количество поселений арикара вдоль Миссури с 32 до 2 штук. Данные события породили войны, в которые оказались втянуты арикара, воевавшие как между собой, так и с другими индейскими племенами. Жестокость войн стала запредельной по меркам индейцев прошлого: если раньше война, в которой было убито 10-20 человек, считалась кровавой, то, например, в одной деревне арикара, в начале 1780 годов, были найдены останки 71 женщин и детей со следами мучительной смерти — кости были сильно изуродованы. Больше всего от ослабления арикара выиграли племена сиу.

## Галерея изображений

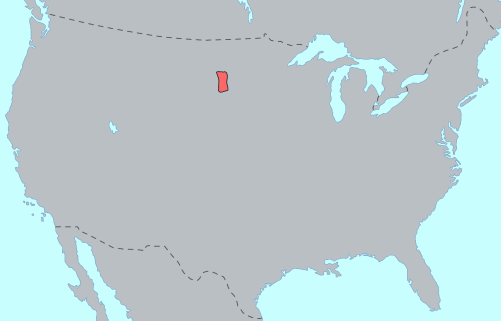
Распространение арикара до контакта с европейцами.
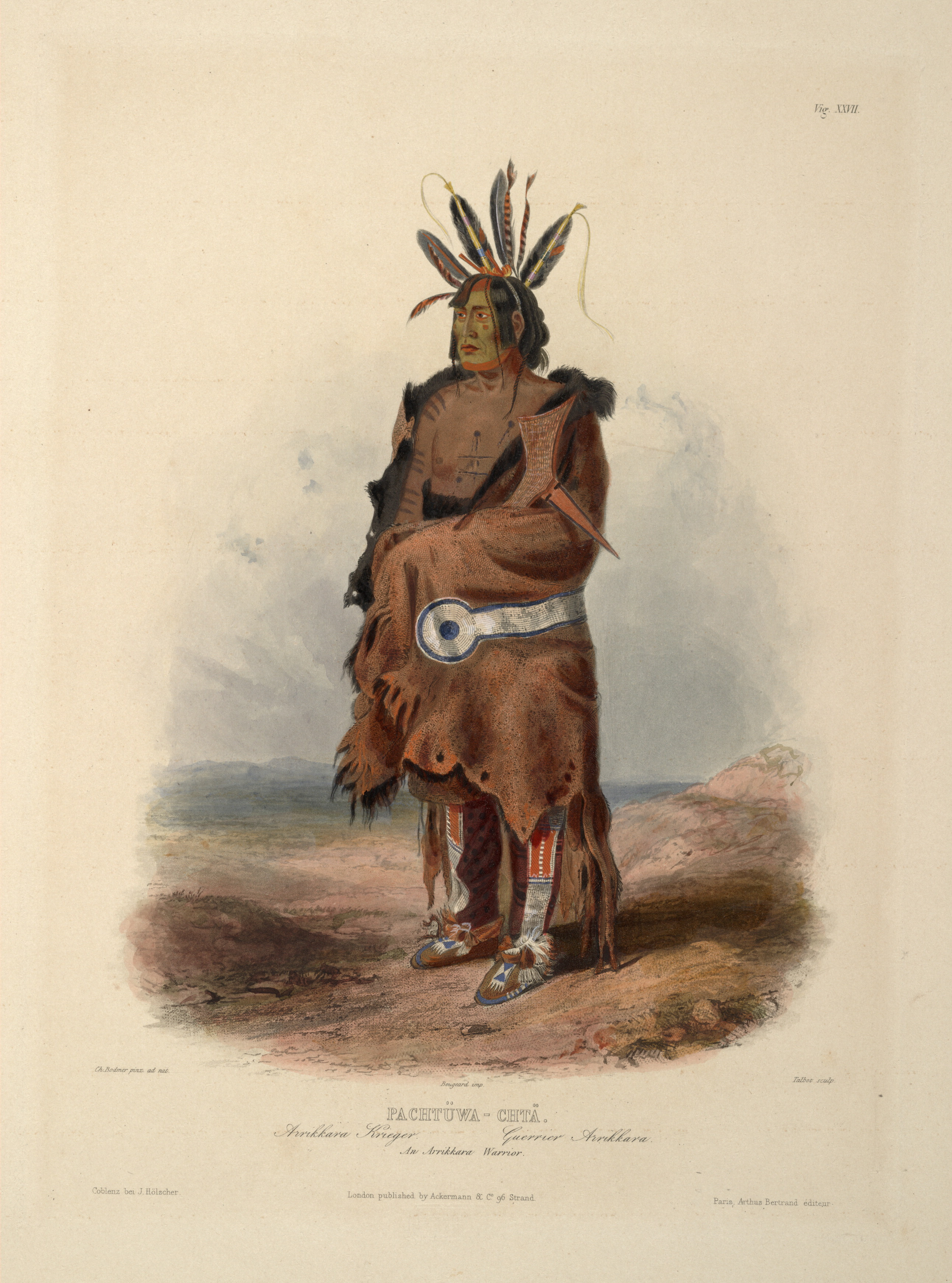
Воин из племени арикара, художник Карл Бодмер.
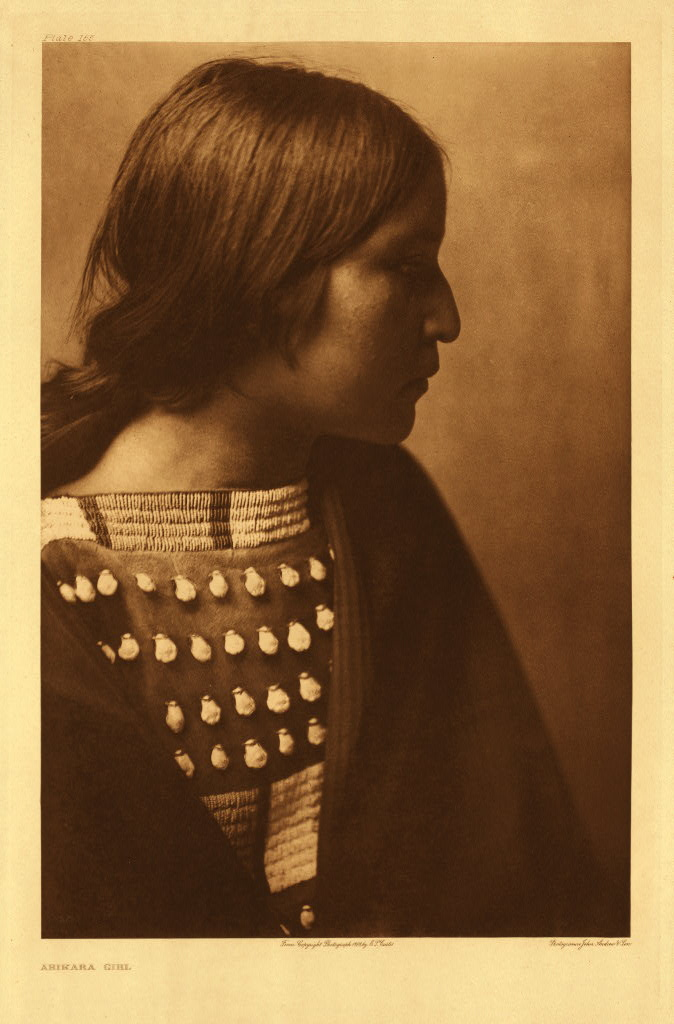
Девочка из племени арикара. Фотограф Эдвард Кёртис.